# Генрі Корт
Ге́нрі Корт (англ. Henry Cort; 1740 або 1741 року, Ланкастер, Велика Британія — 23 травня 1800 року, Лондон) — англійський металург, винайшов пудлінговий метод переробки чавуну на ковке залізо.

## Життєпис
Народився 1740 року у Ланкастері. Батько був будівельником, муляром.
Рано переїхав у Лондон, де влаштувався агентом Королівського морського відомства. Займався постачанням англійського флоту металопродукцією з-за кордону. На той час Англія імпортувала залізо з-за кордону у значній кількості, бо власній металургії не вистачало палива — за попередні століття майже всі ліси Англії були витрачені на промисловість для виробництва деревного вугілля, а кам'яне вугілля широко ще не застосовувалося або давало продукцію не тієї якості.
Генрі Корт на своїй посаді заробив певний статок і незабаром одружився з дівчиною із заможної сім'ї.
Бачачи, яку кількість заліза імпортує Англія, Генрі Корт вирішив організувати виробництво ковкого заліза у Англії. Для вивчення роботи металургійних підприємств відвідав різні англійські заводи.
1775 року залишив прибуткову справу судового агента і з сім'єю переїхав з Лондона у Ґоспорт. Тут збудував власний металургійний завод з кузнею і прокатним цехом. На різноманітні досліди у пошуках нового способу переробки чавуну на ковке залізо витратив майже всі свої заощадження. 1786 року запатентував винайдений ним пудлінговий спосіб виробництва сталі. 1787 року Морське відомство заявило, що якість зварного заліза, отриманного пудлінговим методом, краще за шведське.
Витративши свої кошти на досліди, вимушений був шукати компаньйонів для впровадження свого методу у промислове виробництво. Разом з Джеллікоєм заснував компанію «Корт і Джеллікой». Через зловживання компаньйонів майно компанії було конфісковане і Генрі Корт урешті-решт так і не отримав прибутків від свого винаходу. Тим часом метод пудлінгування швидко поширився Англією, зробивши її незабаром світовим лідером у виробництві заліза. Пудлінгування швидко розповсюдилось і по інших країнах Європи. Воно майже на ціле століття стало найважливішим способом отримання ковкого заліза.